# ヘイトブリーダー
『ヘイトブリーダー』（Hatebreeder）は、フィンランドのメロディックデスメタルバンド、チルドレン・オブ・ボドムが1999年に発表した2作目のスタジオ・アルバム。

## 背景
収録曲「チルドレン・オブ・ボドム」は、1998年にCryhavoc及びWizzardとのスプリット・シングルとしてリリースされた曲で、バンドは同作により、フィンランドのシングル・チャートで自身初の1位を獲得する。ただし、本作には別ヴァージョンが収録された。
アレキシ・ライホは1998年よりシナジーのメンバーとしても活動しており、本作のレコーディングに先行して、1998年10月から11月にはシナジーのアルバム『ビウェア・ザ・ヘヴンズ』のレコーディングに参加している。また、本作収録曲「サイレント・ナイト、ボドム・ナイト」はシナジーのキンバリー・ゴスが作詞した。
アルバム・タイトルは当初『Towards Dead End』となる予定だったが、最終的には『Hatebreeder』に変更された。
ボーナス・トラックの「ノー・コマンズ」は、後にチルドレン・オブ・ボドムのメンバーとなるローペ・ラトヴァラが在籍していたバンド、ストーンのアルバム『Stone』（1988年）に収録されていた曲のカヴァー。また、再発CDで追加されたアイアン・メイデンのカヴァー「エイセズ・ハイ」は、スパインファーム・レコードからリリースされたコンピレーション・アルバム『Metal Rocks』（2001年）に収録されていた。

## 反響
本作に先行してリリースされたシングル「ダウンフォール」はフィンランドのシングル・チャートで初登場2位となり、翌週より2週連続で1位を獲得。そして本作はフィンランドのアルバム・チャートで初登場12位となり、翌週には6位に達して、8週連続でトップ40入りした。
ドイツのアルバム・チャートでは76位を記録し、初のトップ100入りを果たす。また、日本のオリコンチャートでは83位となり、やはり初のトップ100入りを果たした。

## 収録曲
特記なき楽曲はアレキシ・ライホ作。
1. ウォーハート - Warheart - 4:06
イントロはアレキシ・ライホお気に入りの映画アマデウスをサンプリングしたもの。
2. サイレント・ナイト、ボドム・ナイト - Silent Night, Bodom Night - 3:12
  - 作詞：キンバリー・ゴス／作曲：アレキシ・ライホ
3. ヘイトブリーダー - Hatebreeder - 4:20
4. ベッド・オブ・レイザース - Bed of Razors - 3:55
  - 作詞：アレキシ・ライホ／作曲：アレキシ・ライホ、アレクザンダー・クオファラ
5. トワーズ・デッド・エンド - Towards Dead End - 5:07
6. ブラック・ウィドウ - Black Widow - 3:45
7. ラス・ウィズイン - Wrath Within - 3:52
8. チルドレン・オブ・ボドム - Children of Bodom - 5:13
9. ダウンフォール - Downfall - 4:40

### ボーナス・トラック
日本初回盤(TFCK-87180)には10.のみ収録。2008年のヨーロッパ盤再発CDや2012年の日本盤SHM-CDには11.も追加された。
1. ノー・コマンズ - No Commands - 4:49
  - 作詞・作曲：ヤンネ・ヨウトセンニエミ、ローペ・ラトヴァラ
  - フィンランドのスラッシュメタルバンド「Stone」のカバー。作詞・作曲のローペ・ラトヴァラは後にチルドレン・オブ・ボドムに加入する。
2. エイセズ・ハイ - Aces High - 4:27
  - 作詞・作曲：スティーヴ・ハリス

## 参加ミュージシャン
- アレキシ・ライホ - ボーカル、リードギター
- アレクザンダー・クオファラ - リズムギター
- ヤンネ・ウィルマン - キーボード
- ヘンカ・ブラックスミス - ベース
- ヤスカ・ラーチカイネン - ドラムス

アディショナル・ミュージシャン
- キンバリー・ゴス - スクリーム